# アレイの鏡
『アレイの鏡 Way to the Virgin Space 』（アレイのかがみ ウェイ トゥ ザ バージン スペース）は、1985年に行われた国際科学技術博覧会（つくば万博）で公開された松本零士原作の子供向けアニメ。宇宙や地球をテーマとした科学教育プログラムとしての色合いが強い作品で、世界文化社より全1巻でフィルムコミック化もされた。松本アニメとしては初のCG導入作品でもある。

## あらすじ
女性パイロットのまゆと探検家のめぐるは宇宙の果てにあるという「アレイ」を探して宇宙を航行していた。とある惑星を飛び立った彼らの乗る宇宙船に機械化人のゼロがこっそり乗り込み、ハイジャックを宣言する。しかし、目的地が同じアレイであることを知り、いつしか同行者となる。宇宙空間を航行中に宇宙船を発見、接近しようとすると不意に光線に捕捉されて船のコントロールが効かなくなる。その光線に導かれた先には惑星があり、一行がそこに降りるとその惑星こそアレイであった。アレイには不可視の住民が存在し、その意思は「総意」と呼ばれる意思の集合体として存在していた。

## 登場人物
まゆ
声 - 麻上洋子
宇宙の果てにあるという「アレイ」を探すべく、探検家の巡ると一緒に宇宙船で旅をしている女性パイロット。ピンク色の髪が特徴。
大地 めぐる
声 - 戸田恵子
まゆの宇宙船に同乗している探検家。『銀河鉄道999』に登場する、星野鉄郎のような容姿。
ゼロ
声 - 田中秀幸
製造番号のない密造機械化人（アンドロイド）。まゆ達の宇宙船を奪おうとするが、仲間となる。
リンネ
声 - 鶴ひろみ
アレイの水先案内人。本作のマスコット的キャラクター。
総意
声 - 武藤礼子
アレイの住民の意思の集合体で、衣をまとった女性のような形をしている。人類の歴史が争いの繰り返しであることを理由に、まゆ達をもう一つの宇宙へ導くことを拒絶する。

## スタッフ
- 原作・総監督：松本零士
- 脚本：馬嶋満、松本零士
- 監督：森下孝三
- 助監督：有迫俊彦
- プロデューサー：勝田稔男
- 製作担当：横井三郎
- 作画監督：小松原一男
- 美術監督：田中資幸
- 美術設定：辻忠直
- 撮影監督：高梨洋一
- 音楽：西村ユリ
- 原画：兼森義則、横山健次、青鉢芳信、青山充、越智一裕、杉野佐秩子、的場茂夫
- 動画：薄田嘉信、亀田真須美、山根正久、海老原佳代子、北尾勝、中井ひろみ、岡安敏子、上杉千佳子、江野沢柚美、斉藤百合子
- CGアーチスト：片桐順子、清家文香、宮井あゆみ、渡部久美子
- 背景：沢田隆夫、杉浦正一郎
- 特殊効果：岡田良明
- トレース：奥西紀美代、黒沢和子
- 彩色：藤橋清美、佐藤道代、村田邦子、山田純子
- ゼログラフ：安藤恵美子、戸塚友子
- 仕上検査：塚田劭
- 仕上進行：小椋正豊
- 製作進行：樋口宗久
- 美術進行：島本武
- 編集：千蔵豊、岸真里
- 記録：樋口裕子
- 撮影：相磯嘉雄、坂西勝
- 録音：神原広巳、林昌平
- 録音助手：阿波良和、上村利秋
- 音響効果：伊藤克己、今野康之
- 録音スタジオ：タバック、アバコスタジオ
- 現像：東映化学、東京現像所
- ハンド・アニメーション製作：東映動画株式会社
- コンピューター・アニメーション製作：JCGL
- 製作：国際科学博覧会協会、NHKサービスセンター

## 主題歌
「We will be one someday」
「碧い湖」
2曲ともに作詞：冬杜花代子、作曲：西村ユリ、編曲：米光亮、歌：下成佐登子

## ビデオソフト化
VHSとβが世界文化社から、VHDが日本ビクターから発売された。

## エピソード
惑星アレイから発進した宇宙船がもう一つの宇宙に向かうCGシーンは、DECのVAX-11/780を占有して実行した。時期は1984年12月25日。このため、関係者はクリスマス・ソングのもじりで「シングル・ジョブ（Single Job）、シングル・ジョブ、鈴が鳴る〜」と囃したという（CG専門誌「Pixel」より引用）。